# France au Concours Eurovision de la chanson 1983
La France a participé au Concours Eurovision de la chanson 1983 à Munich, en Allemagne de l'Ouest. C'est la 26e participation de la France au Concours Eurovision de la chanson.
Le pays est représenté par Guy Bonnet et la chanson Vivre, sélectionnés via une finale nationale organisée par Antenne 2, à la suite de la volonté de TF1 de ne plus diffuser le concours. Antenne 2 a décidé pour sa première participation de sélectionner le représentant français par le biais d'une finale nationale et continuera ce processus de sélection jusqu'en 1987, avant de revenir à la sélection interne. 
Guy Bonnet a déjà représenté la France au concours en 1970.

## Sélection
L'émission de la sélection nationale a eu lieu le 20 mars 1983 au théâtre de l'Empire, à Paris et elle est présentée par Jean-Pierre Foucault et Marie Myriam, la gagnante de l'Eurovision 1977. À la suite d'une grève des équipes techniques d'Antenne 2, l'émission de la sélection a eu lieu dans le décor du jeu télévisé L'Académie des neuf, qui était présenté par Jean-Pierre Foucault à l'époque,.
La chanson se qualifiant pour l'Eurovision 1983 est choisie au moyen d'un sondage effectué auprès d'un panel du public, mille personnes représentatives du public ayant été consultées par téléphone par la Sofres,. 
Plusieurs participants à la sélection ont déjà représenté la France dans le passé : Isabelle Aubret en 1962 et 1968 ; Guy Bonnet en 1970 ; Joël Prévost en 1978. Quant à Jean-Paul Cara, il notamment écrit les paroles de la chanson Un, deux, trois pour Catherine Ferry (2e à  l'Eurovision 1976), composé la musique de L'oiseau et l'enfant chanson gagnante de l'Eurovision 1977 interprétée par Marie Myriam et pour Humanahum de Jean Gabilou (classé 3e à l'Eurovision 1981).

### Finale nationale
| Ordre | Artiste             | Chanson                   | Place |
| ----- | ------------------- | ------------------------- | ----- |
| 1     | Philippe Houbert    | Les Manèges de l'amour    | 12    |
| 2     | Joël Prévost        | Je t'aime                 | 9     |
| 3     | Claude Merlebois    | Je reviendrai             | 8     |
| 4     | Jean-Marc Courtois  | L'homme est un mobile     | 7     |
| 5     | Joséphine Coppola   | Passionnément             | 14    |
| 6     | Kali                | Je vous oublie            | 13    |
| 7     | Guy Bonnet          | Vivre                     | 1     |
| 8     | Rebecca             | Mais où est l'amour ?     | 11    |
| 9     | Isabelle Aubret     | France, France            | 3     |
| 10    | Nicolas Layani      | Quand je vois le soleil   | 6     |
| 11    | Jean-Paul Cara      | À Chantefrance            | 5     |
| 12    | Christine Fontane   | Avec                      | 10    |
| 13    | La Compagnie créole | Vive le douanier Rousseau | 2     |
| 14    | Anne-Marie Gancel   | J'en appelle à la vie     | 4     |

## À l'Eurovision

### Points attribués par la France
| 12 points | Luxembourg  |
| 10 points | Allemagne   |
| 8 points  | Israël      |
| 7 points  | Italie      |
| 6 points  | Suède       |
| 5 points  | Royaume-Uni |
| 4 points  | Portugal    |
| 3 points  | Grèce       |
| 2 points  | Pays-Bas    |
| 1 point   | Finlande    |

### Points attribués à la France
| 12 points | 10 points            | 8 points                                        | 7 points   | 6 points   |
| --------- | -------------------- | ----------------------------------------------- | ---------- | ---------- |
|           | - Italie - Suisse    |                                                 | - Grèce    | - Finlande |
| 5 points  | 4 points             | 3 points                                        | 2 points   | 1 point    |
|           | - Allemagne - Chypre | - Luxembourg - Norvège - Portugal - Yougoslavie | - Pays-Bas | - Israël   |

Guy Bonnet interprète Vivre en 1re position lors du concours avant la Norvège. Au terme du vote final, la France termine 8e sur 20 pays, obtenant 56 points.